# Chionomys roberti
Chionomys roberti (Снігурка Роберта) — один із трьох представників роду Снігурка (Chionomys). 

## Генетика
2n=54.

## Поширення
Країни поширення: Азербайджан, Грузія, Росія, Туреччина. Висота проживання: від рівня моря до 3200 м. Живе уздовж струмків і гірських річок, як правило в скелястих моховитих областях з чагарниками. Хоча вид був виявлений за межами лісу, зазвичай знаходиться в лісових районах.

## Поведінка
Видів, здається, напівдеревний, і, хоча він живе в безпосередній близькості від потоків, як видається, не мають водні пристосування (підйоми і стрибки через воду). Живиться папороттю, бузиною та рододендроновим листям. Має 2-3 приплоди на рік близько 3 дитинчат у кожному.

## Загрози та охорона
Серйозних загроз нема. Можна знайти в природоохоронних територіях.